# Matua (araña)
Matua es un género de arañas araneomorfas de la familia Gnaphosidae. Se encuentra en Nueva Zelanda. 

## Lista de especies
Según The World Spider Catalog 12.0:
- Matua festiva Forster, 1979
- Matua valida Forster, 1979